# Борки (Петриковский район)
Борки (бел. Баркі) — деревня в Комаровичском сельсовете Петриковского района Гомельской области Беларуси.
На юге граничит с лесом.

## География

### Расположение
В 59 км на север от Петрикова, 47 км от железнодорожной станции Муляровка (на линии Лунинец — Калинковичи), 209 км от Гомеля.

### Гидрография
На западе и севере мелиоративные каналы.

## Транспортная сеть
Транспортные связи по просёлочной, затем автомобильной дороге Комаровичи — Копаткевичи. Планировка состоит из прямолинейной улицы, ориентированной с юго-востока на северо-запад. Застройка деревянная, неплотная, усадебного типа.

## История
Основана в начале XX века. В 1908 году фольварк в Комаровичской волости Мозырского уезда Минской губернии. Активная застройка относится к 1920-м годам. В 1931 году организован колхоз. Во время Великой Отечественной войны в марте 1943 года каратели полностью сожгли деревню и убили 10 жителей. Согласно переписи 1959 года в составе совхоза «Комаровичи» (центр — деревня Комаровичи).

## Население

### Численность
- 2004 год — 31 хозяйство, 62 жителя.

### Динамика
- 1908 год — 1 двор, 9 жителей.
- 1940 год — 35 дворов, 140 жителей.
- 1959 год — 150 жителей (согласно переписи).
- 2004 год — 31 хозяйство, 62 жителя.